# 種付け
種付け（たねつけ）とは、家畜（狭義の家畜、すなわち、人間の生活に利用する目的で野獣から遺伝的に改良した獣）の繁殖や品種改良を目的として、優良種の雄と雌を交配させること。ここでいう「種」は「精子」を植物の種子に譬えたもの。
また、広義には、産業動物（最広義の家畜、すなわち、人間の生活に利用する目的で野生動物から遺伝的に改良した動物）および産業植物の同じ目的での交配にも用いられることがある（例：海苔、昆布）。さらに最広義では、繁殖目的の場合に限り、野生動物に対しても用いられる。例えば、飼育下のジャイアントパンダやアフリカゾウ、雄が野生で雌が半飼育下の場合が多いアジアゾウなどがそれである。

## 種付けする生物
ここでは、通常の社会において恒常的に種付けが行われている個々の生物について解説する。
馬・牛・豚の場合、人工授精で種付けするのには、前行程として牡（雄）から精液を採取する必要がある。日本などでは現在、専用の授精器具である「擬牝台（ぎひんだい）」を用いる。これは牝（雌）の胴体を模したあん馬か跳び箱のような形状の台で、発情期の牝の尿を付けて牡をその気にさせ、疑似交尾をさせるものである。精液は、筒状の専用容器の中に射精させることで採取する。専用と言ってもその形状は蓋付きマグカップの大きなものであったりもする。

### 馬
馬の生殖において、選び抜いた雄に雌をあてがい、交尾させることが行われる。なお、品種によって人工授精が禁止されている場合がある。主要な4品種では以下の通り。
- サラブレッド - 主に競走馬として使用。人工授精は禁止。
- スタンダードブレッド - 主に競走馬・乗馬として使用。人工授精は許可されている。
- アラブ種 - 乗用馬。人工授精は禁止。
- クォーターホース - 汎用。人工授精が盛ん。

### 牛
肉牛（肉用牛）の場合、血統が肉質に大きく関わるため、優良個体の精液が流通しており、種付けは人工授精によって行われる。精液を採取するのには牛用の擬牝台を用いる。日本の場合、これらの作業を行うには、家畜人工授精師の国家資格が必要である。
乳牛の場合は肉牛ほど血統を重視しない。酪農家によっては自家の牝牛の群れの中に牡の優良個体1頭放し、自然な交尾で全ての牝を種付けするように仕向ける。

### 豚
肉豚（肉用豚）の場合、肉牛と同じく優良個体の精液が流通しており、種付けは人工授精によって行われる。精液を採取するのには豚用の擬牝台を用いる。日本の場合、この作業を行うには、家畜人工授精師の国家資格が必要である。

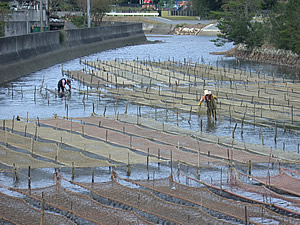
三重県志摩市の英虞湾で行われている海苔養殖の一風景。河口近くでの胞子付け作業。

### 海藻
水産業において、海中に張った網またはロープなどに胞子を付着させる。
- 海苔 - 牡蠣の貝殻に果胞子[* 2]を付けて糸状体に成長させたものを水槽に入れ、網をこの海水に浸しながら胞子を付けていく。[6][7][8]
- こんぶ
- わかめ - 雌株に糸を巻きつけて水槽中で培養し、ある程度の大きさに育った後で切断してその切断片を海中に入れる網・ロープの隙間に差し込んでいく。

## 種付けされる人
当然ながら女性は、種付けされるべきではない。しかし、人権意識や人道の精神が無かった時代や地域、あるにもかかわらず適用外とされて家畜や野生動物同然の扱いを受ける人々がいる時代や地域、そういったものが存在してきたのが人間社会の現実である。個々の文明社会によっても異なるが、自分たちの都市文明的価値観の下での先進性に驕り、その種の先進性をもたない周辺地域の人間集団を「未開」「蛮族」などと蔑む人々の中には、“未開な者ども”を人間とさえ見なさない例がいくらでもあった（cf. 文明と野蛮・未開）。“害獣駆除”やスポーツハンティング（※ブラッドスポーツの一種）の対象とした例もある（cf. 白豪主義とアボリジニの悲劇）。人語を解す“人もどき”として消耗品扱いした例も多いが、人の形はしていても人ではなく家畜や野生動物なのであれば、雄と雌をくっつけて種付けで殖やしてやろうという発想も、なかにはあった。ただ、古今東西に存在してきた奴隷というものの全てがそこまでの酷い扱いを受けていたわけではなく、ある程度の人権を認められていた例も珍しくない。
法を破る者や悪意をもって人に当たる者にとっては、人に種付けすることも厭うような行為でない場合があるので、そういった意味でも「人への種付け」は存在する。

## 俗語
永らく農耕社会であった日本では、女性を畑、男性を種にそれぞれ喩え、子作りを揶揄的に表すなどするときの隠語として「種付け」という語が用いられることがある。
そこから発展して、21世紀初期の日本のポルノグラフィでは、主に「女性の意思と尊厳を無視した凌辱的要素の色濃い、子作り目的の、あるいは妊娠させることだけを目的とした性交」を表す語として「種付け」が頻用されるようになった。「孕ませる」から派生した「孕ませ（はらませ）」という表現も、結果的同義語として同じように頻用される。この意味での「種付け」も「孕ませ」も、20世紀後期のうちから用いられていた語ではあるが、21世紀に入ってからは1ジャンルを構成するほど多く見られる表現形態になった。「膣内射精#強制性交」も参照のこと。なお、これらの日本語に直接的に対応する英語のスラングは見当たらない。
また、成人漫画などにおいては、単に「膣内射精」を指す表現としても用いられる。他方、「肛内射精」のことを指すゲイ用語にもなっている。